# حسام عوار
حُسام الدين شعبان عوار (مواليد 30 يونيو 1998) ولد في مدينة ليون بفرنسا هو لاعب كرة قدم جزائري -فرنسي يلعب في مركز الوسط الهجومي مع نادي الاتحاد في الدوري السعودي.

## أصوله
تنحدر أسرة عوار من بني صاف في ولاية عين تموشنت في غرب الجزائر.

## مسيرته الكروية
انضم عوار إلى أكاديمية أولمبيك ليون في 2009 وهو في سن الحادية عشرة.
وقع عقدًا احترافيًا لمدة ثلاث سنوات مع أولمبيك ليون في يوليو 2016. شارك لأول مرة مع الفريق في 16 فبراير 2017 في مباراة الفوز 1–4 خارج أرضه أمام ألكمار في الدور 32 من مرحلة خروج المغلوب في الدوري الأوروبي، حيث دخل كبديل عن سيرجي داردر في الدقيقة 84 دقيقة. سجل عوار هدفه الأول مع ليون بعد ذلك بأسبوع في مباراة الإياب ضد ألكمار في بارك أولمبيك ليون، والتي فاز بها ليون 7–1. شارك لأول مرة في الدوري الفرنسي من خلال لعبه كأساسي في مباراة الذهاب ضد باستيا في 16 أبريل 2017، ولكن توقفت المباراة في الشوط الأول وكانت النتيجة 0–0. وتم إعلان فوز ليون بعد ثلاثة أسابيع. تم ترشيحه لجائزة الفتى الذهبي في يوليو 2018.
في بداية موسم 2017–18، على الرغم من أنه لعب خمس مباريات رسمية فقط مع فريق ليون الأول منذ انضمامه إلى النادي، تم منح عوار الرقم 8 (الذي كان يرتديه في السابق من قبل أسطورة النادي جونينيو) الذي لم يكن أحد يرتديه بعد مغادرة كورينتين توليسو إلى بايرن ميونخ في يونيو 2017.
في 11 ديسمبر 2019، سجل عوار هدفًا في مرمى آر بي لايبزيغ في مباراة دور المجموعات بدوري أبطال أوروبا مما ساعد ليون على التأهل إلى دور الستة عشر لدوري أبطال أوروبا. تغلب فريقه لاحقًا على كل من يوفنتوس ومانشستر سيتي ليبلغ نصف النهائي، وخسروا أمام بطل البطولة لاحقا بايرن ميونخ.

## مسيرته الدولية
عوار كان مؤهل للمشاركة مع منتخب الجزائر على الرغم من لعبه لفرق الشباب الفرنسية في مستويي تحت 17 وتحت 21 سنة.
في 2018، قيل أنه يفكر في تمثيل الجزائر على المستوى الدولي بعد حديثه مع مهاجم ليون السابق وريال مدريد الحالي كريم بنزيما.
في يناير 2019، أكد مدير المنتخب الجزائري جمال بلماضي أنه سيزور عوار ويعرض عليه رؤيته ومشروع ثعالب الصحراء على أمل إقناعه باللعب في كأس الأمم الأفريقية المقبلة.

### فرنسا
في عام 2014، تم استدعاء العوار من قبل منتخب فرنسا تحت 17، لكنه لعب مباراة واحدة فقط. في عام 2019، كان لاعبًا أساسيًا في بطولة أمم أوروبا تحت 21 سنة لمنتخب فرنسا تحت 21 سنة والتي تم إقصائهم منها في النهاية من قبل إسبانيا في الدور نصف النهائي.
في نوفمبر 2019، تم استدعاء عوار لتدريبات منتخب فرنسا الأول، لكنه لم يقبل الدعوة بسبب الإصابة.
في 26 أغسطس 2020، تلقى عوار أول استدعاء له لفرنسا للتحضير لمباريات دوري الأمم الأوروبية 2020–21 ضد السويد وكرواتيا في أوائل سبتمبر.
في 27 أغسطس 2020، ثبتت إصابة عوار بمرض فيروس كورونا 2019 خلال اختبار منتظم أجراه أولمبيك ليون، وسط انتشار الوباء في فرنسا؛ تم عزله لمدة أسبوعين واضطر إلى عدم المشاركة في التدريبات لمدة 10 إلى 15 يومًا على الأقل. لذلك قررت فرنسا استبداله بزميله السابق نبيل فقير من ريال بيتيس.
شارك لأول مرة في 7 أكتوبر 2020 في مباراة ودية ضد أوكرانيا.

## أسلوب لعبه
عوار هو لاعب خط وسط هجومي متعدد الاستخدامات، يمكنه اللعب في أي مكان في خط الوسط، وقد تم الإشادة به لقدرته الفنية الممتازة وهدوئه عندما تكون الكرة بين قدميه.

## حياته الشخصية
عوار من أصل جزائري. يعتبر جونينيو وزين الدين زيدان هم قدوته.

## الإحصائيات

### النادي
آخر تحديث 19 ديسمبر 2020.
| النادي   | الموسم   | الدوري         | الدوري | الدوري  | الكأس  | الكأس   | كأس الدوري | كأس الدوري | قاري1  | قاري1   | أخرى2  | أخرى2   | المجموع | المجموع |
| النادي   | الموسم   | الدرجة         | الظهور | الأهداف | الظهور | الأهداف | الظهور     | الأهداف    | الظهور | الأهداف | الظهور | الأهداف | الظهور  | الأهداف |
| -------- | -------- | -------------- | ------ | ------- | ------ | ------- | ---------- | ---------- | ------ | ------- | ------ | ------- | ------- | ------- |
| ليون     | 2016–17  | الدوري الفرنسي | 3      | 0       | 0      | 0       | 0          | 0          | 2      | 1       | 0      | 0       | 5       | 1       |
| ليون     | 2017–18  | الدوري الفرنسي | 32     | 6       | 4      | 0       | 0          | 0          | 8      | 1       | —      | —       | 44      | 7       |
| ليون     | 2018–19  | الدوري الفرنسي | 37     | 7       | 2      | 0       | 1          | 0          | 7      | 0       | —      | —       | 47      | 7       |
| ليون     | 2019–20  | الدوري الفرنسي | 25     | 3       | 4      | 3       | 4          | 2          | 8      | 1       | —      | —       | 41      | 9       |
| ليون     | 2020–21  | الدوري الفرنسي | 12     | 3       | 0      | 0       | —          | —          | —      | —       | —      | —       | 12      | 3       |
| الإجمالي | الإجمالي | الإجمالي       | 109    | 19      | 10     | 3       | 5          | 2          | 25     | 3       | 0      | 0       | 149     | 27      |

تشمل المباريات في دوري أبطال أوروبا والدوري الأوروبي .
تشمل المباريات في كأس الأبطال الفرنسي.

### المنتخب
آخر تحديث 20 يونيو 2023.
| المنتخب الوطني | العام   | الظهور | الأهداف |
| -------------- | ------- | ------ | ------- |
| فرنسا          | 2020    | 1      | 0       |
| الجزائر        | 2023–   | 2      | 0       |
| المجموع        | المجموع | 3      | 0       |

## الإنجازات

### الفردية
- تشكيلة الموسم في دوري أبطال أوروبا: دوري أبطال أوروبا 2019–20[20]

## وصلات خارجية
- حسام عوار على موقع الاتحاد الأوربي (الإنجليزية)
- حسام عوار على موقع إي إس بي إن إف سي (الإنجليزية)
- حسام عوار على موقع قاعدة بيانات كرة القدم.إي يو (الإنجليزية)
- حسام عوار على موقع ليكيب (الفرنسية)
- حسام عوار على موقع ناشيونال فوتبول تيمز (الإنجليزية)
- حسام عوار على موقع Soccerbase.com (لاعب) (الإنجليزية)
- حسام عوار على موقع Soccerway.com (الإنجليزية)
- حسام عوار على موقع عالم كرة القدم.نت (الإنجليزية)
- حسام عوار على موقع AS.com (الإسبانية)